# Marievik

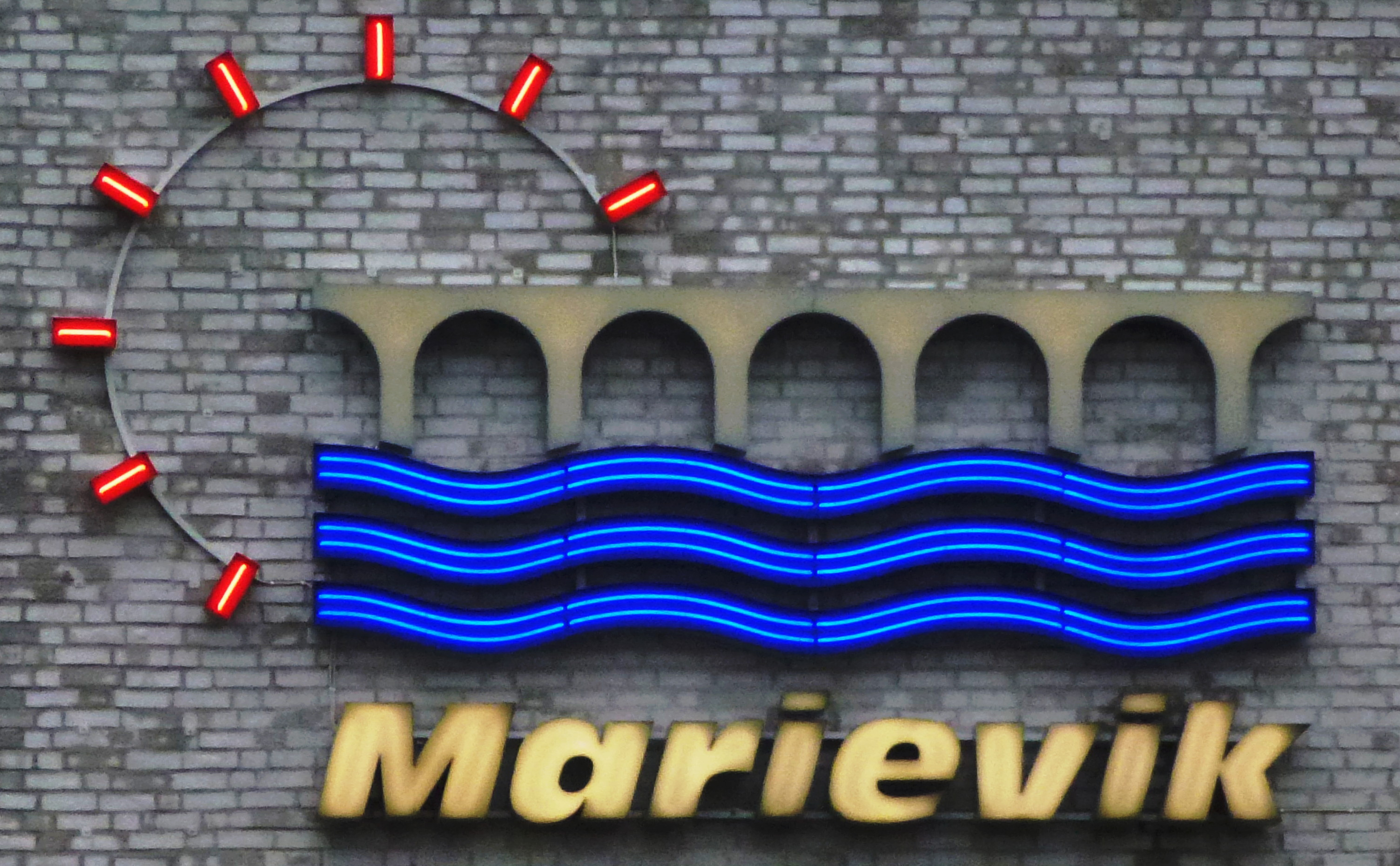
Marieviks logotyp symboliserad genom Årstabrons valv och Årstavikens vågor.

Marievik är ett informellt område i stadsdelen Liljeholmen i Söderort inom Stockholms kommun. Området begränsas i norr och öster av Årstaviken i söder av Årstadal och i väster av Södertäljevägen. Namnet "Marievik" är brukligt sedan 1930-talet och var en försvenskning av "Maryvik" som var en av fyra egendomar i området.

## Områdesbeskrivning

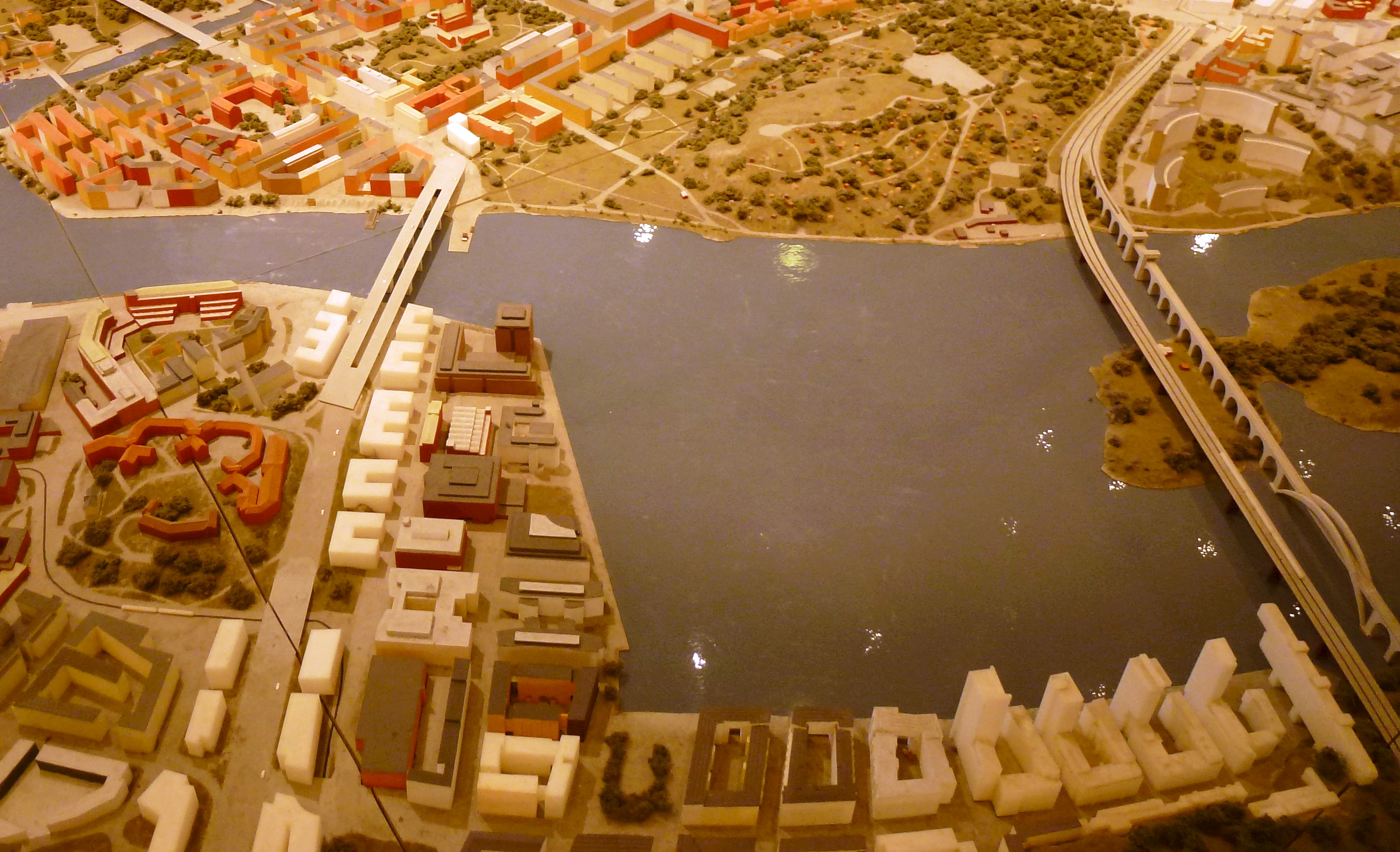
Nuvarande (2013) och framtida Marievik samt Årstadalshamnen, modell, vy mot norr.

Genom området går ett järnvägsspår som ursprungligen var Västra stambanans infart mot Stockholm, men som numera är industrispår till Liljeholmshamnen. En del av spårsträckan utnyttjas av Tvärbanans spårvagnar mellan hållplatserna Årstadal och Liljeholmen.
Området började bebyggas sedan järnvägen öppnats i början av 1860-talet. Liljeholmens station och en av Statens Järnvägars lokstationer med stallar och verkstäder fanns i området tillsammans med en stor mängd industrier. 1929 lades järnvägen om till Årstabron och därefter flyttade SJ-verkstäderna till Hagalund. En symboliserad Årstabro och Årstavikens vågor återkommer i Marieviks varumärke som är gemensamt för fastigheterna längs Årstaängsvägen.
I Marievik södra delar etablerades från 1920-talets slut stålgrossisten Söderberg & Haak sin lagerverksamhet. Några år in på 1930-talet flyttade även konkurrenten Odelberg & Olson till området. De gamla järnvägsverkstäderna kom delvis att byggas om för deras verksamhet, som under de kommande decennierna kom att utökas till ett omfattande industriområde. Verksamheten i Marievik (under namnet Tibnor AB) avvecklades i slutet av 1980-talet. Då hade redan en kontorisering börjat inledas. Fastigheten närmast Liljeholmsbron (Marievik 15), bebyggdes 1980-1982 med ett kontorskomplex i så kallad high-tech-arkitektur.
Under 1980- och 1990-talen omvandlades Marievik helt och utvecklades till ett av södra Stockholms största arbetsområden, med cirka 7000 personer som arbetar inom service- och teknikinriktade företag. Området är försörjt med kollektivtrafik, tunnelbana och tvärbana på ca 400 meters avstånd. I anslutning till området ligger stora trafikleder som medger god tillgänglighet med bil, exempelvis Essingeleden, Södra länken och Södertäljevägen. Stockholms Modecenter, som låg i området i sexton år har dock flyttat till Järla sjö. Vid kajerna har anlagts strandpromenader.

## Framtidsplaner
Sedan år 2005 byggs området samman med det nya bostadsområdet vid Årstadalshamnen. Stockholms stad har visat intresse för att binda samman Marieviksområdet även med innerstan genom bättre kommunikationer. Den gällande detaljplanen med nästan enbart kontor och industri stämmer inte med områdets nuvarande användning. Ambitionen är att utforma en ny detaljplan som är förenlig med intentionerna i Promenadstaden (Stockholms översiktsplan som antogs i mars 2010) och möjliggör både kontorsfastigheter och bostäder.